# Amantle Montsho
Amantle Montsho, née le 4 juillet 1983 à Maun, est une athlète botswanaise spécialiste du 400 mètres, championne du monde en 2011. Elle est la première athlète botswanaise de l'histoire, hommes et femmes confondus, à avoir remporté un titre mondial ou olympique.

## Biographie

### Débuts
Amantle Montsho fait ses débuts sur la scène internationale à l'occasion des Jeux olympiques d'été de 2004, se classant sixième de sa série du premier tour du 400 m. Ne pouvant bénéficier de conditions d'entrainement optimales au Botswana, elle quitte son pays natal en 2005 pour rejoindre le Centre international d’athlétisme de Dakar, au Sénégal, où elle entame une collaboration avec Anthony Koffi.
En 2006, elle termine deuxième du 400 m des Championnats d'Afrique de Bambous derrière la Sénégalaise Amy Mbacke Thiam. Elle est éliminée au stade des demi-finale des Jeux du Commonwealth 2006. En 2007, la Botswanaise participe aux Championnats du monde d'Osaka, échouant en demi-finale après avoir établi un nouveau record national en 50 s 90.

### Premiers titres continentaux
En 2008, Montsho remporte la médaille d'or des Championnats d'Afrique d'athlétisme 2008 à Addis-Abeba en descendant pour la première fois de sa carrière sous la barrière des 50 secondes au 400 m (49 s 83). Elle établit un nouveau record de la compétition et un nouveau record national. Elle atteint durant l'été la finale du 400 m des Jeux olympiques de Pékin, après avoir notamment réalisé 50 s 54 en demi-finale. Elle prend finalement la huitième et dernière place de la finale avec le temps de 51 s 18. En fin de saison, elle se classe quatrième de la Finale mondiale de l'athlétisme de Stuttgart et figure au quatrième rang des meilleurs « performeurs » mondiaux de l'année.
En 2009, Amantle Montsho se distingue durant les différentes étapes de la Golden League, se classant 2e à Berlin, 3e à Oslo, 6e à Rome et 3e au Meeting Areva de Saint-Denis. Elle se classe huitième et dernière de la finale des Championnats du monde de Berlin dans le temps de 50 s 65.
La Botswanaise réalise l'une des meilleures saisons de sa carrière en 2010. Quatrième des Championnats du monde en salle de Doha, elle décroche fin juillet à Nairobi son deuxième titre consécutif de championne d'Afrique en 50 s 03, devant la Sénégalaise Amy Mbacke Thiam. Elle se distingue ensuite lors du circuit IAAF de la Ligue de diamant en terminant notamment première des Bislett Games d'Oslo et deuxième des meetings de Doha et de Eugene. Elle occupe la deuxième place du classement général final de l'épreuve (10 points) derrière l'Américaine Allyson Felix (20 points). Sélectionnée dans l'équipe d'Afrique lors de la première édition de la Coupe continentale, à Split, Amantle Montsho remporte l'épreuve individuelle devant Debbie Dunn et réalise un nouveau record personnel assorti de la deuxième meilleure performance de l'année en 49 s 89. En fin de saison 2010, à New Delhi, elle s'adjuge le titre des Jeux du Commonwealth en 50 s 10 et offre au Botswana son premier titre dans la compétition.

### Championne du monde (2011)

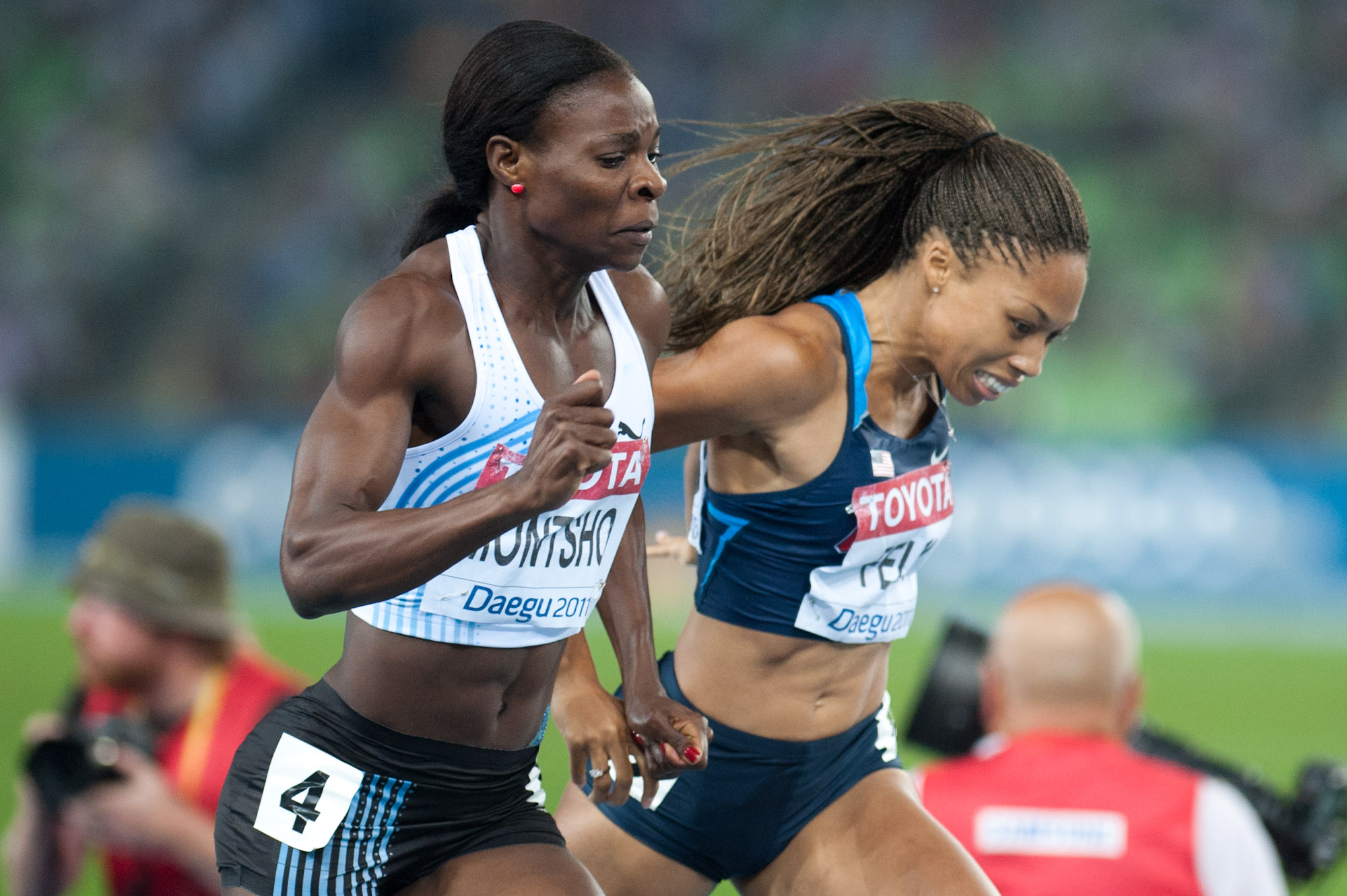
Amantle Montsho devient championne du monde 2011 devant Allyson Felix

Elle confirme son rang en 2011 à l'occasion de la deuxième édition de la Ligue de diamant. Battue par Allyson Felix lors des deux premières étapes du circuit, à Doha et à Rome, elle s'adjuge ensuite quatre succès consécutifs à Oslo (50 s 10), Lausanne (50 s 23), Birmingham (50 s 20) et Monaco. Lors de cette dernière compétition, le 23 juillet, elle l'emporte en 49 s 71, signant un nouveau record national ainsi que la deuxième meilleure performance de l'année 2011 derrière les 49 s 35 d'Anastasiya Kapachinskaya. 
Fin août 2011, Amantle Montsho s'adjuge le titre du 400 mètres des Championnats du monde de Daegu en abaissant de quinze centièmes de secondes son record personnel avec 49 s 56. Première sportive du Botswana, hommes et femmes confondus, à remporter une médaille lors d'un championnat du monde d'athlétisme, elle devance de trois centièmes seulement Allyson Felix (49 s 59) et de trente-deux centièmes la Russe Anastasiya Kapachinskaya (50 s 24). 
En septembre, la Botswanaise conserve son titre du 400 m lors des Jeux africains de Maputo, en 50 s 57, devant la Sénégalaise Ami Mbacke Thiam. Elle remporte deux jours plus tard l'édition 2011 de la Ligue de diamant en s'imposant lors de l'ultime étape à Bruxelles en 50 s 16, signant sa cinquième victoire en sept meetings.
Début juin, lors des Bislett Games d'Oslo, 5e étape de la ligue de diamant 2012, elle remporte le 400 mètres en 49 s 68 loin devant Patricia Hall (50 s 71, PB) et Debbie Dunn (51 s 22, SB). Fin juin, à Porto-Novo,  à l'occasion des Championnats d'Afrique, Amantle Montsho décroche son troisième titre d'affilée et bat son record personnel du 400 m en réalisant le temps de 49 s 54. Elle devient l'athlète africaine la plus titrée sur la distance dans ces championnats.
Au mois d'août, la Botswanaise échoue au pied du podium des Jeux olympiques de Londres en 49 s 75, à seulement 3 centièmes de la médaille de bronze de l'Américaine DeeDee Trotter.
Le 12 août 2013 à Moscou, Amantle Montsho remporte la médaille d'argent sur 400 m, devancée aux millièmes par Christine Ohuruogu.

### Dopage et suspension (2014) puis retour (2017)
Elle est contrôlée positive à un stimulant (méthylhexanéamine) lors des Jeux du Commonwealth de 2014. En mars 2015, elle est suspendue pour 2 ans.
Elle fait son retour à la compétition en 2017 à l'occasion des Relais mondiaux de l'IAAF où l'équipe du Botswana se classe 6e de la finale en 3 min 30 s 13, record national, se qualifiant automatiquement pour les Championnats du monde de Londres. En août, elle participe à ces mondiaux où elle atteint les demi-finales du 400 m (51 s 28, record de la saison) et la finale du relais 4 × 400 m où l'équipe nationale améliore son propre record en séries, réalisant 3 min 26 s 90. Montsho et le relais termine 7e en 3 min 28 s 00.
Le 1er mars 2018 à Johannesbourg, Amantle Montsho établit la meilleure performance mondiale de l'année du 400 m en 50 s 66, son meilleur temps depuis 2014.

## Palmarès
| Date | Compétition                    | Lieu             | Résultat | Épreuve   | Temps         |
| ---- | ------------------------------ | ---------------- | -------- | --------- | ------------- |
| 2006 | Championnats d'Afrique         | Bambous          | 2e       | 400 m     | 52 s 68       |
| 2007 | Jeux africains                 | Alger            | 5e       | 200 m     | 23 s 71       |
| 2007 | Jeux africains                 | Alger            | 1re      | 400 m     | 51 s 13       |
| 2008 | Championnats d'Afrique         | Addis-Abeba      | 1re      | 400 m     | 49 s 83       |
| 2008 | Jeux olympiques                | Pékin            | 6e       | 400 m     | 51 s 18       |
| 2009 | Championnats du monde          | Berlin           | 7e       | 400 m     | 50 s 65       |
| 2010 | Championnats du monde en salle | Doha             | 3e       | 400 m     | 52 s 53       |
| 2010 | Championnats d'Afrique         | Nairobi          | 1re      | 400 m     | 50 s 03       |
| 2010 | Ligue de diamant               | Ligue de diamant | 2e       | 400 m     | détails       |
| 2010 | Coupe continentale             | Split            | 1re      | 400 m     | 49 s 89       |
| 2010 | Coupe continentale             | Split            | 2e       | 4 x 400 m |               |
| 2010 | Jeux du Commonwealth           | New Delhi        | 1re      | 400 m     | 50 s 10       |
| 2010 | Jeux du Commonwealth           | New Delhi        | 6e       | 4 x 400 m | 3 min 38 s 44 |
| 2011 | Championnats du monde          | Daegu            | 1re      | 400 m     | 49 s 56       |
| 2011 | Jeux africains                 | Maputo           | 1re      | 400 m     | 50 s 87       |
| 2011 | Ligue de diamant               | Ligue de diamant | 1re      | 400 m     | détails       |
| 2012 | Championnats d'Afrique         | Porto-Novo       | 1re      | 400 m     | 49 s 54       |
| 2012 | Championnats d'Afrique         | Porto-Novo       | 2e       | 4 x 400 m | 3 min 31 s 27 |
| 2012 | Jeux olympiques                | Londres          | 4e       | 400 m     | 49 s 75       |
| 2012 | Ligue de diamant               | Ligue de diamant | 1re      | 400 m     | détails       |
| 2013 | Championnats du monde          | Moscou           | 2e       | 400 m     | 49 s 41       |
| 2013 | Ligue de diamant               | Ligue de diamant | 1re      | 400 m     | détails       |
| 2017 | Relais mondiaux de l'IAAF      | Nassau           | 6e       | 4 x 400 m | 3 min 30 s 13 |
| 2017 | Championnats du monde          | Londres          | 7e       | 4 x 400 m | 3 min 28 s 00 |
| 2018 | Jeux du Commonwealth           | Gold Coast       | 1re      | 400 m     | 50 s 15       |
| 2018 | Jeux du Commonwealth           | Gold Coast       | 3e       | 4 × 400 m | 3 min 26 s 86 |
| 2019 | Jeux africains                 | Rabat            | 2e       | 4 × 400 m | 3 min 31 s 96 |

## Records
Amantle Montsho détient avec un temps de 49 s 33, établi en Ligue de diamant 2013, la troisième meilleure performance africaine de tous les temps sur 400 mètres derrière les Nigérianes Falilat Ogunkoya (49 s 10) et Charity Opara (49 s 29).
| Épreuve | Épreuve   | Temps   | Lieu   | Date            |
| ------- | --------- | ------- | ------ | --------------- |
| 400 m   | Plein air | 49 s 33 | Monaco | 19 juillet 2013 |
| 400 m   | En salle  | 52 s 34 | Doha   | 12 mars 2010    |